# Circuit international Buddh
Le circuit international Buddh (en hindi : बुद्ध अंतरराष्ट्रीय परिपथ - Buddh Antaraashtriya Paripath et en anglais : Buddh International Circuit) est un circuit automobile situé à Greater Noida, dans l'état d'Uttar Pradesh en Inde.

## Description

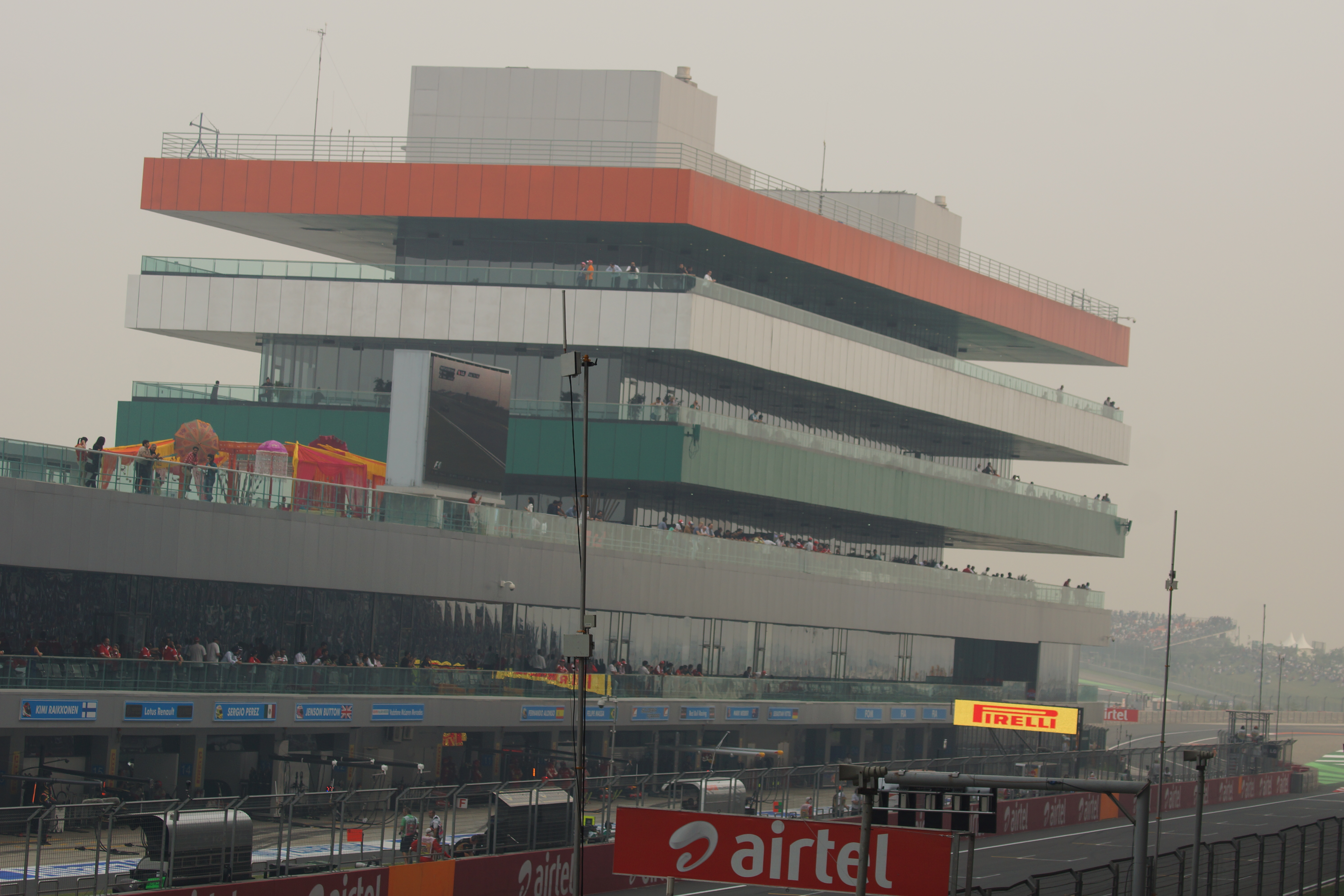
Le bâtiment des stands.

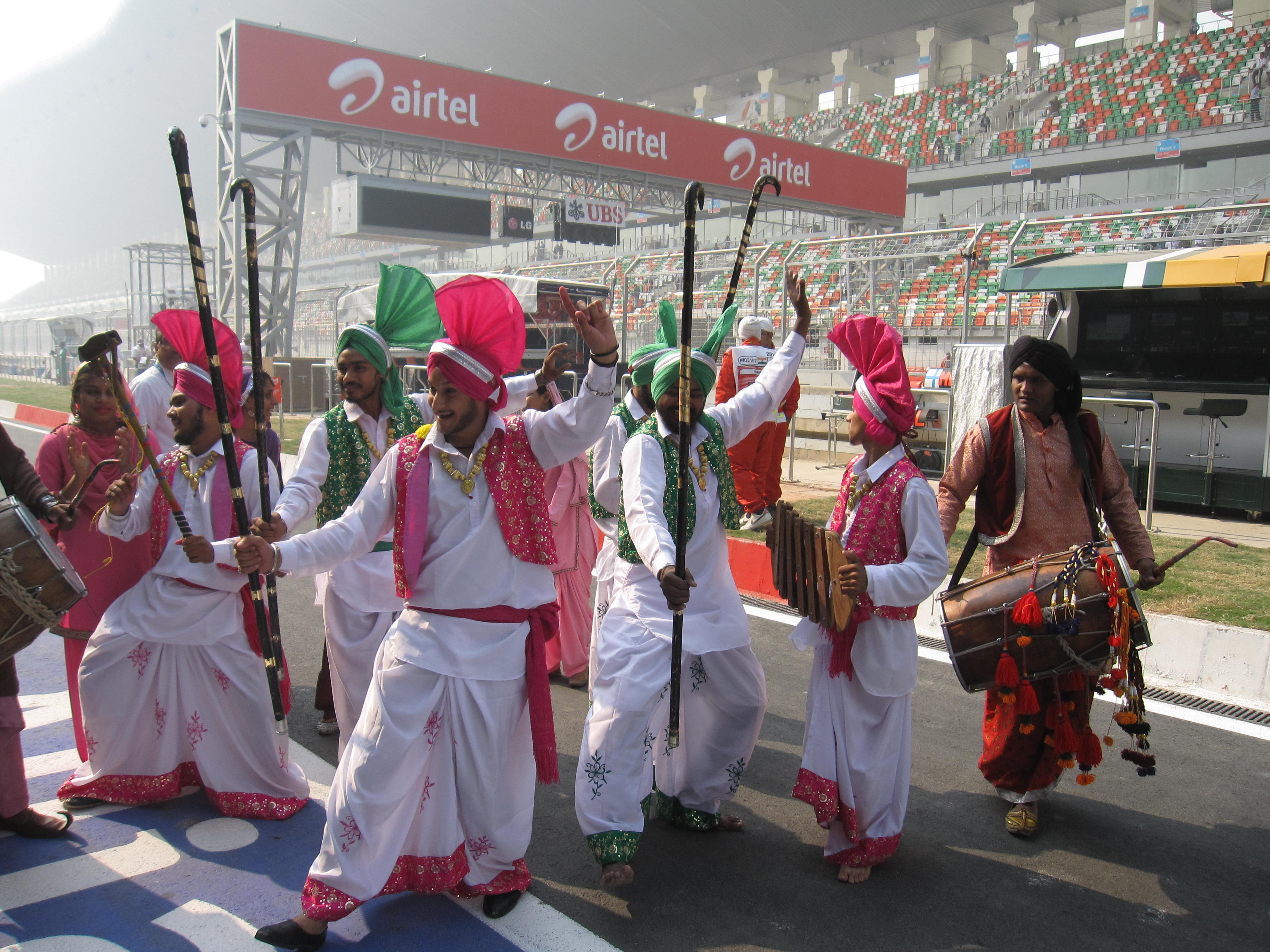
La parade sur la grille de départ du Grand Prix d'Inde.

Le circuit international Buddh est situé à Greater Noida, dans l'état d'Uttar Pradesh. À l'origine, il est appelé « Jaypee Group Circuit » ou « Jaypee International Race Circuit », du nom de son propriétaire. Il est officiellement nommé Buddh International Circuit en avril 2011. Selon Sameer Gaur, directeur général de Jaypee Sports International, le nom est dérivé de Bouddha et est également une référence au district de Gautam Budh Nagar où le circuit est situé. Après son homologation par la FIA à la suite de la visite d'inspection menée par Charlie Whiting le 1er septembre 2011, il accueille le premier Grand Prix d'Inde de Formule 1 de l'histoire le 30 octobre 2011.
Situé à cinquante kilomètres au sud-est de New Delhi, capitale du pays, le circuit conçu par l'architecte allemand Hermann Tilke, développe 5,141 km et présente seize virages. À sa conception, il est prévu que ce circuit soit le deuxième plus rapide du championnat après Monza avec environ 210 km/h de moyenne et une vitesse maximale d'environ 320 km/h avant le virage 4.
Lors de l'élaboration du tracé, les écuries de Formule 1 ont été consultées afin que le circuit maximise les dépassements en course, ce qui a amené quelques retouches : la piste au virage 3 est élargie pour permettre aux pilotes de prendre différentes trajectoires, le circuit présente une élévation de près de quatorze mètres dans les trois premiers virages et l'épingle prévue au virage 7 est remplacée par un rapide enchaînement gauche-droite.
Un contrat de dix ans a été signé avec l'entreprise indienne Jaiprakash Associates. Selon Ashok Khurana, vice-président de JPSK Sports (filiale de Jaiprakash Associates), le complexe du circuit s'étendra sur plus de 4 000 hectares et le coût des infrastructures sera d'environ 215 millions de dollars. Le nombre de places prévu initialement est de 110 000 mais pourra être porté ensuite à 200 000. 
Le circuit fait partie des 10 km2 de la zone Jaypee Greens Sports City qui doit à terme inclure un stade de cricket de 100 000 places, un complexe de golf 18 trous, un stade de hockey de 25 000 places et une académie sportive. Ce complexe sportif devrait coûter 40 milliards de dollars, générer 170 millions de dollars de revenus chaque année et employer 10 000 personnes.

## Palmarès en Formule 1
| Saison | Vainqueur        | Écurie          | Monoplace    | Résultats |
| ------ | ---------------- | --------------- | ------------ | --------- |
| 2011   | Sebastian Vettel | Red Bull Racing | Red Bull RB7 | Résultats |
| 2012   | Sebastian Vettel | Red Bull Racing | Red Bull RB8 | Résultats |
| 2013   | Sebastian Vettel | Red Bull Racing | Red Bull RB9 | Résultats |